# Heteroclitopus herteli
Heteroclitopus herteli är en skalbaggsart som beskrevs av Ferreira 1969. Heteroclitopus herteli ingår i släktet Heteroclitopus och familjen bladhorningar. Inga underarter finns listade i Catalogue of Life.